# Port Royal (Jamaika)
Port Royal war eine wichtige Hafenstadt auf Jamaika. Sie wurde am 7. Juni 1692 gegen Mittag von einer durch Erdbebenwellen ausgelösten Bodenverflüssigung sowie einem nachfolgenden Tsunami fast vollständig zerstört und versank zum größten Teil im Meer und im so entstandenen Treibsand. Reste der Altstadt sowie das Fort Charles sind bis heute erhalten. Seit 2025 sind die Überreste Port Royals Teil des UNESCO-Weltkulturerbes.

## Geschichte
Die Stadt wurde 1518 von den Spaniern gegründet und entwickelte sich durch Handel und Piraterie schnell zu einem mächtigen englischen Bollwerk an der Südspitze Jamaikas inmitten des Spanischen Weltreichs. Während ihrer Blütezeit beherbergte Port Royal ca. 8000 Einwohner und war eine der reichsten Städte der Karibik, was durch ihre Lage für englische Freibeuter begünstigt wurde, die von hier die vollbeladenen spanischen Galeonen auf dem Rückweg von Panama nach Europa abfangen konnten. Der bekannteste dieser Freibeuter war Henry Morgan, dessen Grab sich auf dem örtlichen Friedhof befand. Die Stadt hatte damals unzählige Bordelle, hunderte Tavernen und war für ihre Sittenlosigkeit und lockere Moral bekannt. Auf einer Länge von 16 km und einer Breite von 3 km konnten auf der Landzunge und im Hafen Kingston ca. 500 Schiffe anlegen und aufgrund der Tiefe auch größere Schiffe schnell angedockt werden.
Die Stadt lag auf einer Landzunge auf sandigem Untergrund, als am 7. Juni 1692 gegen Mittag plötzlich ein schweres Erdbeben die Karibikinsel Jamaika erschütterte. Durch historische Aufzeichnungen sowie den Fund einer Taschenuhr könnte der Zeitpunkt des Erdbebens um 11.43 Uhr gewesen sein. Nach einer gewaltigen Eruption bewegte sich eine massive seismische Welle mit 8 m pro Sekunde auf Port Royal zu. Die gewaltigen Erschütterungen ließen die Erde beben, Häuser wurden beschädigt, und die ersten Ziegel flogen auf die Straßen. Die Druckwelle verflüssigte zudem den Boden, und die Erde begann sich wie die Wellen im Ozean zu bewegen. Das seltene Phänomen der Bodenverflüssigung ließ Wasser aus Spalten in der Erde durch die Straßen schießen und die wackelnden und zusammenbrechenden Häuser mitsamt den Menschen versanken wie auf Treibsand bis zu 5 m im Boden. Mehr als zwei Drittel der Stadt gingen bei dieser Naturkatastrophe unter, mit ihr ca. 2000 Menschen und hunderte Gebäude; von den Häusern, Kirchen sowie den imposanten Festungen war innerhalb von wenigen Minuten nichts mehr zu sehen.
Im Anschluss zog sich das Meer zurück, und eine gewaltige Flutwelle traf auf das Festland. Funde belegen, dass ein 22 m langes englisches Kriegsschiff (HMS Swan) von der Werft über den bereits versunkenen Teil der Stadt gespült wurde, über die noch vorhandene Queen Street und in einer Entfernung von 60 m in ein Gebäude in der Line Street krachte. Mehrere Tsunamis verstärkten das Ausmaß der Zerstörung dieser Stadt. Im Anschluss der Katastrophe verloren weitere 3000 Menschen durch Seuchen, Krankheiten, Hunger oder Verletzungen ihr Leben. Nach der Zerstörung wurde der Nachfolgehafen Hafen Kingston (Kingston Harbour).
Es wurden Wiederaufbauversuche gemacht, doch ein Feuer 1710 und mehrere Hurrikane in den weiteren Jahren verhinderten ein Wiederaufblühen. Am 14. Januar 1907 wurde die Stadt erneut von einem Erdbeben teilweise zerstört, wobei abermals die Landzunge abrutschte und viele Häuser zerstört wurden. Die Stadt ist heute ein Fischerort mit etwa 2000 Einwohnern und spielt keine besondere Rolle mehr.
Es gab mehrfach Bemühungen, die im Meer versunkenen Reste von Port Royal zum Weltkulturerbe zu erklären. Die jamaikanische UNESCO-Delegation hat das Objekt 2009 auf die Tentativliste gesetzt. Die Nominierung für 2019 wurde von dem Welterbekomitee jedoch abgelehnt.
Im Juli 2025 hat das UNESCO-Welterbekomitee Port Royal gemeinsam mit elf weiteren Stätten auf die Welterbeliste aufgenommen.

## Referenzen in Spielfilmen
- Fluch der Karibik (Filmreihe 2003–2017) mit Johnny Depp
- Die Piratenbraut (1995) mit Geena Davis
- James Bond – 007 jagt Dr. No (1962) mit Sean Connery
- Die Stadt unter dem Meer (1953) mit Anthony Quinn
- Kampf um den Piratenschatz (1952) mit Robert Newton
- Der Seeräuber (1942)
- Unter Piratenflagge (1935) mit Errol Flynn

## Referenzen in Computerspielen
- The Secret of Monkey Island
- Port Royale
- Sid Meier’s Pirates!
- Assassin’s Creed IV: Black Flag
- Kingdom Hearts II
- Kingdom Hearts III
- The Pirate: Caribbean Hunt
- The Pirate: Plague of the Dead
- Naval Action

## Referenzen in der Literatur
- Michael Crichton: Gold - Pirate Latitudes. Blessing, München 2009, ISBN 978-3-89667-402-9.
- Yuna Kagesaki: Hekikai no Aion. Band 6–7.
- Alberto Vázquez-Figueroa: Piratas. Plaza & Janes, Barcelona 1998, ISBN 84-01-49069-3.
- Michael Peinkofer: Die Erben der Schwarzen Flagge. Bastei-Lübbe, 2006, ISBN 3-404-15417-7.

## Referenzen in der Musik
- Das Album Port Royal (1988) von der Heavy-Metal-Band Running Wild
- Der Song Times Change der New-Wave-Band New Order auf ihrem Album Republic (1993)
- Im Stück Blakes Landgang - Pt. 3 der Band Mr. Hurley & die Pulveraffen erklärt die Gefängnisleitung Captain Blake, dass Steuerzahler von Port Royal nach Tortuga entführt wurden